# Habib Hasanov
Pour les articles homonymes, voir Hasanov.
Habib Hasanov (en azéri : Həbib Rəhim oğlu Həsənov ; né le 5 août 1922 à Aghzibir, district de Yeni Beyazid et mort en 2004 à Bakou) - Homme d'État azerbaïdjanais, ministre des Forêts de la RSS d'Azerbaïdjan (1981-1988).

## Biographie
- En 1941, Habib Hasanov commence sa carrière comme enseignant et plus tard comme directeur d'une école de village dans le district d'Azizbeyov.
- En 1947, il est admis à l'École supérieure du parti de Moscou[1].

## Activité en Arménie
chef de département du comité du parti du district d'Azizbayov en Arménie, 
- En 1956-1960 Habib Hasanov est nommé deuxième secrétaire du comité du parti d'Etchmiadzin et Premier secrétaire du district d'Amasia.
- Depuis 1960, rédacteur en chef du journal Armenie Sovietique
- Vice-président du Présidium du Soviet suprême de la RSS d'Arménie.

Il est élu à plusieurs reprises membre du Comité central du Parti communiste arménien, 5 fois député du Soviet suprême de la RSS d'Arménie, 
3 fois député du Soviet suprême de la RSS d'Azerbaïdjan.
H. Hasanov est l'auteur du livre Noms indélébiles, blessures incurables publié en 1997.

## Travail en Azerbaïdjan
- En 1974- 1980, premier secrétaire du comité du parti du district de Tovuz en Azerbaïdjan
- En 1980-1981, président du Comité national des forêts de la RSS d'Azerbaïdjan,
- 1981-1988, Ministre des forêts[1].

## Distinctions
- Journaliste honoré de la RSS d'Arménie, 1971.